# KL Jay na Batida - Vol III
KL Jay na Batida - Vol III é um álbum de rap do DJ KL Jay, lançado em 2001 pela Cosa Nostra Fonográfica. Contém mixagens feitas pelo DJ em músicas de outros artistas. É um álbum duplo, com dez e onze faixas, na primeira e segunda faces, respectivamente.

## Faixas

### CD 1
| Nº | Título                     | Compositor(es)                                    | Produtor(es) |
| -- | -------------------------- | ------------------------------------------------- | ------------ |
| 1  | Privilégio 1/Século XX-XXI | Edi Rock, Rota de Colisão, Posse Mente Zulu e Xis | KL Jay       |
| 2  | O sonho                    | KL Jay, Xis e LF                                  | KL Jay       |
| 3  | Piripac                    | RZO e Sabotage                                    | KL Jay       |
| 4  | Balanço rap 1              | KL Jay                                            | KL Jay       |
| 5  | Tudo por você também       | Xis                                               | KL Jay       |
| 6  | Ouvindo um som             | Consequência                                      | KL Jay       |
| 7  | Convocação geral           | Rappin' Hood                                      | KL Jay       |
| 8  | Só mais um maluco          | MV Bill                                           | KL Jay       |
| 9  | Sbcalux                    | B.A.D.                                            | KL Jay       |
| 10 | Mente engatilhada          | Dina Di e Lakers                                  | KL Jay       |

### CD 2
| Nº | Título                       | Compositor(es)    | Produtor(es) |
| -- | ---------------------------- | ----------------- | ------------ |
| 1  | Ouve aí                      | KL Jay            | KL Jay       |
| 2  | Na rima                      | SNJ e Potencial 3 | KL Jay       |
| 3  | Guerreira                    | Lady Chris        | KL Jay       |
| 4  | 9616.1234                    | KL Jay            | KL Jay       |
| 5  | Balanço rap 2                | Ice Blue          | KL Jay       |
| 6  | Ao vivo                      | Kamau e JL        | KL Jay       |
| 7  | Tenta copiar                 | DJ Cia            | KL Jay       |
| 8  | Se liga na rima              | Funk Cia          | KL Jay       |
| 9  | Fita dominada                | Voz da Periferia  | KL Jay       |
| 10 | Valeu!                       | KL Jay            | KL Jay       |
| 11 | Privilégio 2 (O tempo é rei) | Mano Brown        | KL Jay       |